# Marolles-les-Braults
Marolles-les-Braults is een fusiegemeente (Commune nouvelle) in het Franse departement Sarthe (regio Pays de la Loire). De plaats maakt deel uit van het arrondissement Mamers. Marolles-les-Braults is op 1 januari 2019 ontstaan door de fusie van de (toenmalige) gemeente Marolles-les-Braults en de gemeente Dissé-sous-Ballon. De verdwijnende gemeenten kregen de status van commune deleguée. Marolles-les-Braults telde op 1 januari 2022 2.038 inwoners.

## Geografie
De oppervlakte van Marolles-les-Braults bedroeg op 1 januari 2022 24,19 vierkante kilometer; de bevolkingsdichtheid was toen 84,2 inwoners per km².

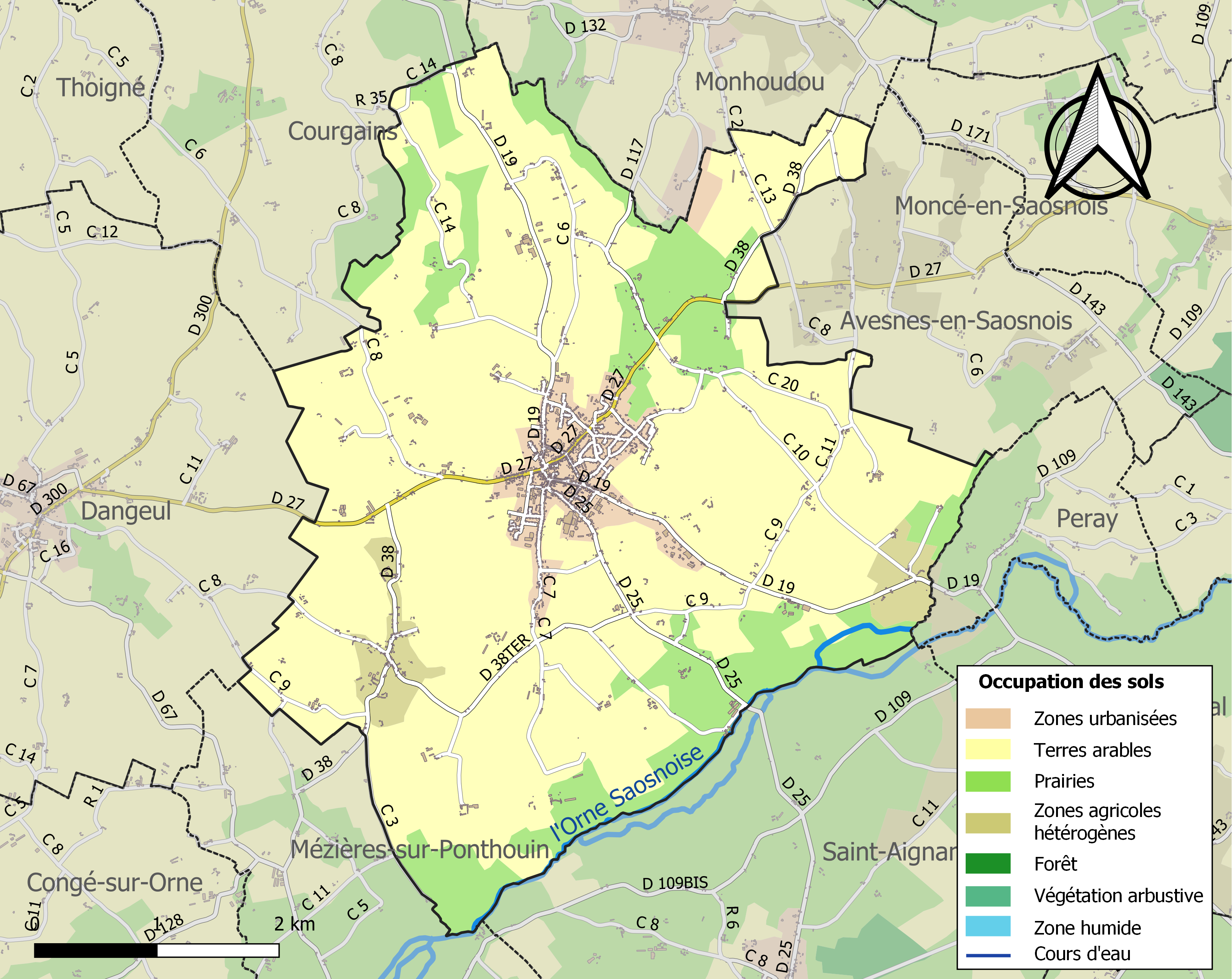
Kaart van de gemeente met de belangrijkste infrastructuur, bodemgebruik en omliggende gemeenten

## Demografie
Onderstaande figuur toont het verloop van het inwonertal (bron: INSEE-tellingen).